# Eichberg (Alpenvorland)
Der Eichberg ist ein 628 m ü. NHN hoher Berg in der Nähe von Percha.

## Topographie
Der Eichberg ist eine Erhebung im bayerischen Voralpenland nördlich von Percha. Der wenig ausgeprägte Gipfelbereich ist bis auf eine Wiese bewaldet, bietet jedoch einen Blick auf die Alpen. Der Gipfel kann über einen Forstweg erreicht werden.